# ديفيد شيرمان
ديفيد شيرمان (بالإنجليزية: David Sherman)‏ (1958، نايلز في الولايات المتحدة)؛ روائي أمريكي.